# Vojtěšice
Vojtěšice jsou místní částí města Jablonec nad Jizerou a nacházejí se necelé 2 km jihovýchodně od jeho centra.
Vojtěšice leží v katastrálním území Buřany o výměře 5,12 km2.

## Historie
Pří dělení dědictví mezi Valdštejny, Hynka z Gylemnicze (jilemnické tvrze) a Henyka z Sstiepanicz (Štěpanic), 22. června 1492 se poprvé zmiňují v dochovaných pramenech, již tehdy pusté, Vojtěšice: „Wogtiessycze wes pusta, dwory kmetczy puste S Platem, s diedinamj, Lukamj, Mleyn welyky kteryž gest, Toho Ze Spolka magy užywatj, a tež Take Ze spolka, kdyby potržeba bylo nacž kolywiek k oprawie, gednosteynie naklad cžynitj.“ Vojtěšice byly v oné době oddělené s horní částí městečka Jilemnice k novému panství jilemnickému od štěpanického panství, jehož zbytek s dolení částí městečka Jilemnice byl později znám jako panství branské.